# Довер, Кеннет
Сэр Кеннет Джеймс Довер (англ. Kenneth James Dover; 11 марта 1920, Лондон — 7 марта 2010, Сент-Андрус, Файф) — британский филолог-классик, антиковед, член Британской академии (1978) и Королевского общества Эдинбурга (1975), президент университета Сент-Эндрюс (1981—2005). Прозван «Мудрецом из Сент-Эндрюса».

## Биография и основные труды
Окончил Оксфордский университет (колледж Баллиол). Во время второй мировой войны служил в артиллерии. С 1955 года профессор греческого языка в Университете Сент-Эндрюс, где жил до самой смерти. У него и его жены Одри двое детей.
В 1977 году удостоен рыцарского звания, в 1978—1981 годах был президентом Британской академии. Преподавал также в Корнеллском и Стэнфордском университетах. Удостоен почетных степеней восьми британских университетов, иностранный член Американской и Нидерландской королевской академий.
Его основные труды: «Комедия Аристофана» (1972), «Нравы греческого народа во времена Платона и Аристотеля» (1974), «Греческая гомосексуальность» (1978), «Греки и их наследие» (1989), «Эволюция стиля греческой прозы» (1997). Также Довер подготовил комментированные издания «Облаков» и «Лягушек» Аристофана, стихотворений Феокрита, «Пира» Платона и VI и VII книг «Истории» Фукидида.
В 1991 году Британская академия отметила заслуги учёного наградив его медалью Кеньона.

## «Греческая гомосексуальность»
Книга Довера «Греческая гомосексуальность» (Greek Homosexuality), как одно из первых фундаментальных англоязычных исследований по этой тематике, сразу после опубликования заняла место классической работы в своей области, на которую во многом опирались последующие исследователи, хотя и подвергалась в дальнейшем критике как по частным вопросам, так и в общей концепции. В частности, серьёзной критике Довера подвергает Джеймс Дэвидсон в своей монографии «Греки и греческая любовь» (2007).
Книга относительно небольшого объема ограничивается лишь рассмотрением архаического и классического периодов (VIII—IV вв. до н. э.) и состоит из трех разделов, в которых обсуждаются изображения на греческих вазах, судебные речи (особенно речь Эсхина «Против Тимарха») и комедии Аристофана, по ходу дела привлекается и другой материал.
Согласно Доверу, греки классического периода рассматривали гомосексуальное поведение в целом как естественное, нормальное и вписанное в культурную традицию. При этом существовала значительная поляризация сексуальных ролей: стандартными считались отношения между взрослым влюбленным (эрастом) и подростком-возлюбленным (эроменом). В случае, если афинский гражданин выступал в пассивной роли и по достижении зрелого возраста, это могло вызывать насмешки, зафиксированные в аттической комедии, если же его поведение расценивалось как «торговля собой», он мог подвергнуться гражданскому бесчестью.